# Thyridosmylus langii
Thyridosmylus langii là một loài côn trùng trong họ Osmylidae thuộc bộ Neuroptera. Loài này được McLachlan miêu tả năm 1870.